# Саут-Берлінгтон
Саут-Берлінгтон (англ. South Burlington) — місто (англ. city) в США, в окрузі Читтенден штату Вермонт. Населення — 20 292 особи (2020).

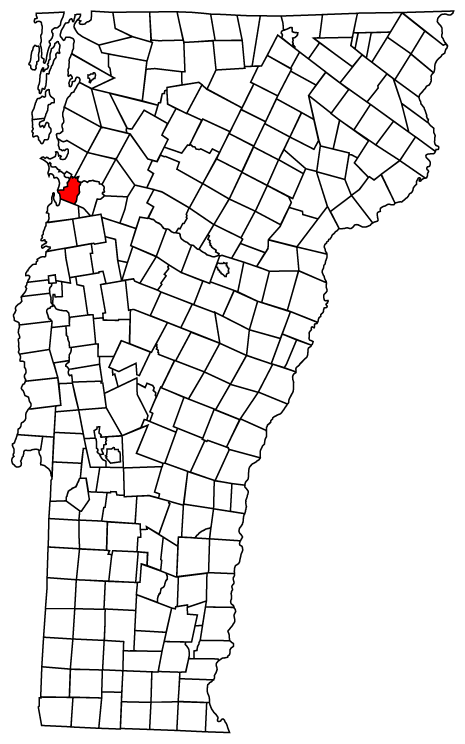
Саут-Берлінгтон, Вермонт

Саут-Берлінгтон складається зі складної системи приміських районів (suburban neighborhoods) і комерційного центру, які розташований в процесі переродження в «downtown». В місті розташований найбільший шопінг-молл (~ галерея магазинів) штату University Mall. Місто виходить на берег озера Шамплейн; є публічний парк і пляж, «Red Rocks».

## Географія
Саут-Берлінгтон розташований за координатами 44°26′11″ пн. ш. 73°10′57″ зх. д. / 44.43639° пн. ш. 73.18250° зх. д. (44.436493, -73.182618). За даними Бюро перепису населення США в 2010 році місто мало площу 76,62 км², з яких 42,71 км² — суходіл та 33,91 км² — водойми.

## Демографія

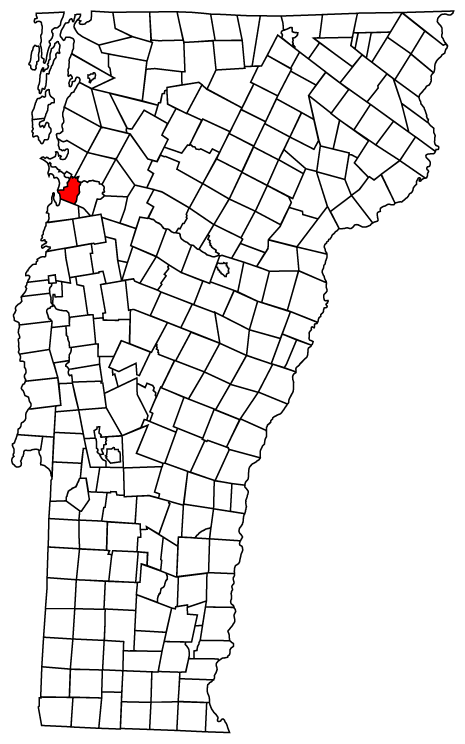
Саут-Берлінгтон, Вермонт

Згідно з переписом 2010 року, у місті мешкали 17 904 особи в 7987 домогосподарствах у складі 4389 родин. Густота населення становила 234 особи/км². Було 8429 помешкань (110/км²).
Расовий склад населення:
| - 90,0 % — білих - 5,4 % — азіатів - 1,9 % — чорних або афроамериканців - 0,2 % — корінних американців |

До двох чи більше рас належало 2,0 %. Частка іспаномовних становила 1,9 % від усіх жителів.
За віковим діапазоном населення розподілялося таким чином: 18,9 % — особи молодші 18 років, 65,0 % — особи у віці 18—64 років, 16,1 % — особи у віці 65 років та старші. Медіана віку мешканця становила 40,6 року. На 100 осіб жіночої статі у місті припадало 89,3 чоловіків; на 100 жінок у віці від 18 років та старших — 86,6 чоловіків також старших 18 років.
Середній дохід на одне домашнє господарство становив 84 288 доларів США (медіана — 65 840), а середній дохід на одну сім'ю — 104 744 долари (медіана — 91 385). Медіана доходів становила 56 228 доларів для чоловіків та 45 403 долари для жінок. За межею бідності перебувало 6,7 % осіб, у тому числі 7,4 % дітей у віці до 18 років та 5,2 % осіб у віці 65 років та старших.
Цивільне працевлаштоване населення становило 10 322 особи. Основні галузі зайнятості: освіта, охорона здоров'я та соціальна допомога — 34,6 %, виробництво — 11,2 %, роздрібна торгівля — 8,5 %, мистецтво, розваги та відпочинок — 8,5 %.